# پودینگ حوا
پودینگ حوا که با اسم پودینگ مادر حوا نیز نام برده می‌شود، گونه ای از پودینگ سنتی بریتانیایی می‌باشد که از سیب‌هایی که در زیر ممزج کیک اسفنجی ویکتوریا پخته می‌گردد، آماده می‌شود. این اسم استعاره ای به حوا کتاب مقدس می‌باشد. پودینگ را می‌توان با کاسترد، خامه یا بستنی سرو نمود. این یک نسخه از پودینگ دوک کامبرلند می‌باشد که برای سربلندی شاهزاده ویلیام، دوک کامبرلند اسم گذاری شده است. نخستین دستور پخت مشهور گردیده مربوط به سال ۱۸۲۴ می‌باشد و از نان رنده شده و سوت رنده شده استفاده می‌کند.